# سوفی گرابول
سوفی گرابول (دانمارکی: Sofie Gråbøl؛ زادهٔ ۳۰ ژوئیهٔ ۱۹۶۸) بازیگر اهل دانمارک است. وی از سال ۱۹۸۶ میلادی تاکنون مشغول فعالیت بوده‌است.
از فیلم‌ها یا برنامه‌های تلویزیونی که وی در آن نقش داشته است، می‌توان به ما، قتل در کپنهاگ، پان، پله فاتح، رئیس همه، نورهای سوسوزننده و گرگ پشت در اشاره کرد.
وی همچنین برندهٔ جوایزی همچون جایزه روبرت، جوایز بودیل و جایزه امی شده است.